# Krążowniki liniowe typu O
Krążowniki liniowe typu O – niemieckie krążowniki liniowe, których budowę planowała Kriegsmarine przed II wojną światową. Zaprojektowano je na bazie krążowników typu P po stwierdzeniu, że w przypadku przyszłego konfliktu z Wielką Brytanią Royal Navy będzie miała więcej ciężkich okrętów, pierwszą zmianą było zamontowanie dział kalibru 380 mm w miejsce 283 mm. Budowa krążowników liniowych została ujęta w Planie Z w 1939 roku: planowano, że w razie niemieckiego ataku na linie komunikacyjne przeciwnika lotniskowiec, pancerniki typu H i mniejsze okręty będą wiązać w walce eskortę konwojów przeciwnika, natomiast okręty typu O zajmą się niszczeniem statków handlowych. 
Projekt typu O odzwierciedlał zadania, dla jakich go budowano: miał ciężką artylerię główną, składającą się z 6 dział kal. 380 mm w trzech dwudziałowych wieżach, by zwalczać ciężkie krążowniki eskorty uzbrojone w działa kal. 203 mm. Okręty miały mieć pancerz chroniący przed pociskami tego kalibru, ale nie cięższymi. Miał także dysponować wysoką prędkością, pozwalająca mu uniknąć walki z lepiej uzbrojonymi i opancerzonymi, lecz wolniejszymi pancernikami.

## Geneza: Krążowniki typu P
Nawet po ukończeniu dwóch pancerników typu Scharnhorst i postępującej budowie dwóch pancerników typu Bismarck niemiecka marynarka miała mniej ciężkich okrętów niż europejskie potęgi. Doprowadziło to w 1937 roku do decyzji o budowie ulepszonych okrętów pancernych typu Deutschland. Po rozważeniu ponad dwudziestu projektów, które miały spełniać wymagania marynarki wybrano jeden. Został on oznaczony jako krążownik „P” („P” jak panzer). Według pierwotnego planu miano zbudować dwanaście okrętów tego typu. Okręty miały zostać zaprojektowane jako „zabójcy krążowników” (ang. cruiser killer), gdyż miały mieć wystarczające uzbrojenie i pancerz do zwalczania lekkich i ciężkich krążowników oraz wystarczającą prędkość maksymalną by uciec pancernikom i krążownikom liniowym.
Przy projektowaniu okrętów napotkano wiele problemów, większość była spowodowana konstrukcją opancerzenia. Wymagana prędkość maksymalna 34 węzłów oznaczała, że minimalna długość musiała wzrosnąć z początkowych 217 metrów do 229,5 metra. Oznaczało to także, że minimalna szerokość okrętów musiała wynosić 25 metrów, chyba że użyto by silniki Diesla, jak na typie Deutschland, wtedy wzrastała o kolejne 2 metry. Niestety, większa szerokość oznaczała potrzebę zastosowania jeszcze dłuższego kadłuba, by nadać mu wydajny hydrodynamicznie kształt. Wszystko to komplikowało projektowanie ukształtowania pancerza, ponieważ potrzebowano więcej stali, by zabezpieczyć szerszy i dłuższy kadłub. W końcu uznano, że jest niemożliwe zastosowanie napędu dieslowskiego przy utrzymaniu wyporności 20 000 ton.
Zmiana projektu na krążownik liniowy była rezultatem propozycji, by artylerię główną zmienić z dział 283 mm L/55 na 380mm L/47. Różne powody stały za taką decyzją. Eksperymenty pokazały, że mniejsze działa są dużo mniej efektywne w porównaniu do większych dział, a typ składający się z dwunastu jednostek będzie bardzo kłopotliwy do zbudowania, ponieważ stocznie były zapełnione budową innych jednostek. Problemem było także to, że najmniejsze działa artylerii głównej na obcych ciężkich jednostkach, będących w służbie lub budowanych, miały kaliber przynajmniej 30 mm większy. Najważniejszy argument nad zwiększeniem kalibru dział pojawił się w 1939 roku, gdy Adolf Hitler wypowiedział zawarty w 1935 traktat brytyjsko-niemiecki dotyczący zbrojeń morskich.

## Krążownik liniowy
Mimo że zainteresowanie projektem krążowników typu P i propozycją krążowników liniowych zanikło na przełomie lat 1937–1938, szybko ożyło 28 kwietnia 1938 roku, gdy w czasie publicznego wystąpienia Hitler wyraził swoje poglądy na temat brytyjsko-niemieckiego traktatu i w konsekwencji wzrosła szansa na wybuch wojny z Wielką Brytanią. Po wezwaniu do siebie admirała Ericha Raedera i członków sztabu Kriegsmarine, Hitler przedstawił swoje przemyślenia na temat silnej marynarki, która mogłaby stanowić tak duże zagrożenie dla Brytyjczyków, że przyłączyliby się oni do sojuszu z Niemcami, zamiast walczyć z nimi. Zdecydowano na tym spotkaniu, że Plan Z będzie zakładał stworzenie dwóch grup operacyjnych, z których każda miała się opierać na trzech pancernikach typu H i jednym lotniskowcu, wraz z krążownikami i niszczycielami jako eskortą. W czasie wojny te siły miały współpracować z trzema krążownikami liniowymi. Siły nawodne miały angażować eskortę konwojów, podczas gdy U-Booty i jeden lub więcej okrętów typu O miały topić statki handlowe.
W ramach tego planu prace nad krążownikami typu P zostały wstrzymane w połowie 1939 roku (oficjalna decyzja zapadła w lipcu) na korzyść okrętów typu O. Wyporność w nowym projekcie została ograniczona do 30 000 ton, tak więc długość budowy jednostki mogła być skrócona z normalnych czterech lub więcej lat (w jakich budowano pancernik) do ocenianego na trzy do trzech i pół roku. Zakładane parametry dla krążowników liniowych brzmiały: wyporność 30 000 ton, główne uzbrojenie składające się z sześciu dział kal. 380 mm, artyleria średniego kalibru złożona z dział uniwersalnych, prędkość maksymalna 34 węzły, zasięg 15 000 mil morskich przy prędkości 19 węzłów, pancerz wystarczający do obrony przed pociskami kal. 203 mm ciężkich krążowników.
Podobnie jak w typie P wystąpiły problemy z pomieszczeniem napędu składającego się wyłącznie z silników Diesla w kadłubie okrętu. W końcu zdecydowano, że nie zostanie zastosowany napęd wyłącznie dieslowski, w zamian powstanie hybryda składająca się z silników Diesla i turbin parowych. Zmiana ta pozwoliła na skrócenie cytadeli pancernej o 9 metrów, a szerokość rufy została zmniejszona o 3,5 metra.
Pomimo że nie ukończono prac nad planami, trzeci krążownik liniowy, Q, został zamówiony w stoczni Germaniawerft w Kilonii 8 sierpnia 1939 roku. Miesiąc później projekt autorstwa zespołu pod kierownictwem Marine-Oberbauarta Henniga został dopracowany. Wyporność wzrosła do 31 650 ton metrycznych (projektowa) i 35 945 ton (pełna). Zanurzenie miało wynosić odpowiednio 8,0 i 8,8 metra. Długość na linii wodnej była określona na 246 metrów, a szerokość na 30 metrów. Artyleria główna miała się składać z 6 dział kal. 380 mm L/47 w dwudziałowych wieżach, artyleria średnia została podzielona na sześć dwudziałowych wież kal. 150 mm L/48 przeznaczonych do zwalczania celów morskich i dwudziałowych zestawów przeciwlotniczych kal. 105 mm L/65. Artylerię średnią zmieniono, ponieważ niemieccy projektanci nie mogli skonstruować udanego działa uniwersalnego. Lżejsza artyleria przeciwlotnicza miała się składać z ośmiu dział kal. 37 mm na czterech dwudziałowych podstawach oraz dwudziestu działek kal. 20 mm na pojedynczych podstawach. Uzbrojenie okrętów uzupełniało dwanaście wyrzutni torpedowych kal. 533 mm. Jednostki miały być wyposażone w cztery wodnosamoloty zwiadowcze. Przy wyporności projektowej maksymalna prędkość została ograniczona o pół węzła (do 33,5 w.). Wymagało to, by siłownia dawała moc maksymalną 176 000 KM.
W 1940 roku plany stoczniowe dla trzech okrętów zostały ukończone. Zostały przejrzane przez Hitlera i Raedera, obaj je zaakceptowali. Jednak poza wstępnymi rozkazami dotyczącymi zgromadzenia zaopatrzenia oraz początkowym zgromadzeniem materiałów stoczniowych nigdy nie przystąpiono do położenia stępek okrętów.

## Specyfikacja

### Szczegóły techniczne
Ostateczny projekt, ukończony w 1940 roku, zakładał długość okrętu 248,2 m na linii wodnej oraz 256 m długości całkowitej, szerokość 30 m, natomiast projektowane zanurzenie przy wyporności konstrukcyjnej: 8,02 m. Wyporność projektowa miała wynosić 31 650 ton metrycznych, wyporność standardowa 28 900 ton standardowych (ts), a pełna 35 400 ts. Okręty planowano wykonać ze stali spawanej i podzielić je na 20 przedziałów wodoszczelnych. Podwójne dno było zaprojektowane na 78% długości kadłuba. Na tego typu okrętach załoga składałaby się z 65 oficerów oraz 1900 podoficerów i marynarzy.
Krążowniki planowano wyposażyć w wiele małych jednostek pływających, w tym dwie motorówki, dwa barkasy, dwa kutry, dwie pinasy, dwie jolki oraz dwie tratwy pneumatyczne. Na śródokręciu, pomiędzy kominami chciano zamontować podwójną katapultę. Projekt zakładał wyposażenie okrętu w cztery wodnosamoloty zwiadowcze Arado Ar 196, które byłyby przechowywane w głównym hangarze zaraz za przednim kominem oraz w dwóch mniejszych hangarach po obu bokach tylnego komina.

### Napęd
Jednostki typu O miały być napędzane przez osiem 24-cylindrowych (układ V), dwusuwowych silników Diesla produkowanych przez MANa. Silniki te napędzałyby, za pośrednictwem przekładni firmy Vulcan, dwie zewnętrzne śruby okrętowe o średnicy 4,85 m. Przewidziana moc maksymalna zespołu czterech silników napędzających jeden wał to 58 000 KM. Za przedziałem silników Diesla miała się znajdować pojedyncza kotłownia z czterema wysokociśnieniowymi kotłami Wagnera, które dostarczały parę o ciśnieniu roboczym 55 atmosfer. Para była przekazywana do pojedynczego zespołu turbin Brown, Boveri & Co. (na krążowniku „O” planowano zainstalować turbinę Blohm & Voss) o mocy 60 000 KM, który napędzał centralną trójpłatową śrubę o średnicy 4,9 m. Okręty typu O mogły według projektu przewozić zapas 1000 ton paliwa płynnego dla kotłów i 4610 ton paliwa dla silników Diesla. Taka pojemność przekładała się na zasięg maksymalny 14 000 mil morskich przy prędkości ekonomicznej 19 węzłów. Projektowana prędkość maksymalna wynosiła 33,5 węzła, ale okręty miały mieć zdolność rozwijania także prędkości 35 węzłów. Jednostki zostały wyposażone w dwa stery. Osiem generatorów dieslowskich o mocy 920 kW każdy zapewniało dostarczanie zasilania elektrycznego o łącznej mocy 7360 kW, przy napięciu 220 V.

### Uzbrojenie
Projekt głównego uzbrojenia zakładał zamontowanie sześciu dział 380 mm SK C/34 w trzech dwudziałowych wieżach artyleryjskich. Te same wieże Drh LC/38 zostały wykorzystane na pancernikach typu Bismarck. Dwie wieże byłyby zamontowane w superpozycji na dziobie, a trzecia na rufie za główną nadbudówką. W pionie armaty mogły się poruszać w zakresie od -8 do +35 stopni. Donośność przy maksymalnym podniesieniu działa wynosiła 36 200 m. Łącznie na okręt przypadało 630 pocisków, po 105 na działo. Planowano zastosowanie trzech różnych typów pocisków: przeciwpancernych z czepcem ochronnym oraz dwóch rodzajów burzących. Wszystkie rodzaje pocisków ważyły po 800 kg. Działa używały dwóch ładunków prochowych w miedzianych łuskach: przedni ładunek 99,5 kg prochu i główny ładunek 112,5 kg prochu. Zapewniało to pociskom prędkość wylotową 820 metrów na sekundę.
Artyleria średniego kalibru miała się składać z sześciu szybkostrzelnych dział kal. 15 cm L/48 SK C/28, także zamontowanych w trzech dwudziałowych wieżach. Dwie wieże byłyby umieszczone po bokach przedniej nadbudówki, trzecia ustawiona za tylną nadbudówką, w superpozycji, prowadząc ogień nad tylną baterią artylerii głównej. Zapas pocisków wynosił po 150 na działo (łącznie 900 sztuk), a donośność tych dział sięgała 23 500 metrów. Projekt zakładał też wyposażenie okrętów w sześć wyrzutni torpedowych kal. 533 mm, położonych powyżej linii wodnej i mających zapas 18 torped. 
Artylerię przeciwlotniczą krążowników typu O miało stanowić osiem ciężkich dział przeciwlotniczych 10,5 cm FlaK 38, osiem dział kal. 37 mm oraz dwanaście działek kal. 20 mm. Działa 105 mm planowano zamontować na dwudziałowych podstawach, po dwie po bokach nadbudówki, tak samo jak działa kal. 37 mm. Działka kal. 20 mm miały być umieszczone na pojedynczych podstawach ułożonych na nadbudówce na śródokręciu.

### Pancerz
Okręty typu O planowano opancerzyć stalą pancerną Wotan wyprodukowaną przez Kruppa. Grubość głównego burtowego pasa pancernego zaprojektowano na 190 mm w rejonie najważniejszych przedziałów (tzw. witaliów) okrętu, w tym maszynowni i magazynów amunicyjnych. Grubość pasa miała się zmniejszać do 100 mm w mniej ważnych rejonach. Dziób i rufę zakładano pozbawić opancerzenia. Wzdłużną gródź przeciwtorpedową planowano zastosować na całej długości kadłuba o grubości 45 mm na większej części. Druga gródź przeciwtorpedowa miała być zastosowana w centralnej części jednostki. Jej podstawową grubość zaprojektowano na 80 mm, ale w rejonie najważniejszych przedziałów miała być powiększona o dodatkowe 30 mm. Krytyczne przedziały były bronione także przez 80 mm płyty ułożone za grodziami przeciwtorpedowymi. Cały pionowy pancerz miał być zbudowany ze stali Wotan, Hart, poza grodziami przeciwtorpedowymi sporządzonymi ze stali Wotan, Weich.
Krążowniki planowano wyposażyć w kilka warstw pancerza poziomego. Górny pokład miał mieć grubość 50 mm, pokład pancerny miał mieć grubość 20–80 mm, ważniejsze rejony miały być także zabezpieczone dodatkowym 60 mm pancerzem. Pas pancerny był połączony ze skośnym pancerzem o grubości 110 mm. Przednia wieża dowodzenia miała dach o grubości 60 mm i ściany pancerne o grubości 200 mm. Tylna wieża dowodzenia była o wiele lżej opancerzona: dach miał pancerz o grubości 30 mm, a ściany 50 mm. Dalocelowniki były zabezpieczone przed odłamkami przez 20 mm strop i 30 mm ściany. Cały ten pancerz miał być zbudowany ze stali pancernej Wotan Hart.
Wieże artylerii głównej miały mieć stropy o grubości 50 mm i ściany o grubości 210 mm. Przegrody wewnętrzne miały mieć grubość 180 mm. Działa kal. 105 mm oraz lżejsza broń przeciwlotnicza miały mieć osłony przeciwodłamkowe grubości 14 mm. W osłonę pancerną o identycznej grubości chciano wyposażyć również hangary wodnosamolotów.

## Okręty wchodzące w skład typu
Schlachtkreuzer O
- Miejsce budowy: Deutsche Werke w Kilonii, numer stoczniowy 265 (planowany)

Schlachtkreuzer P
- Miejsce budowy: Kriegsmarinewerft Wilhelmshaven w  Wilhelmshaven, numer stoczniowy 133 (planowany)

Schlachtkreuzer Q
- Miejsce budowy: Germaniawerft w Kilonii; zamówiony 8 sierpnia 1939 r.[5]